# Genesio Amadori
Genesio Amadori (Castelnuovo Berardenga, 11 settembre 1914 – Liegi, 26 novembre 1938) è stato un circense italiano, famoso soprattutto come trapezista e volteggiatore.

## Biografia

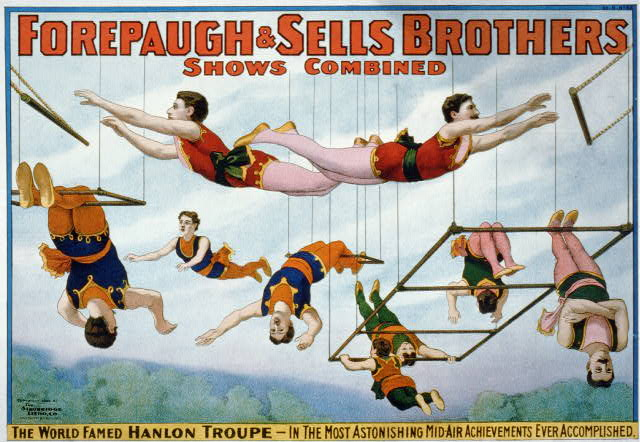
Locandina pubblicitaria di trapezisti di fine XIX secolo

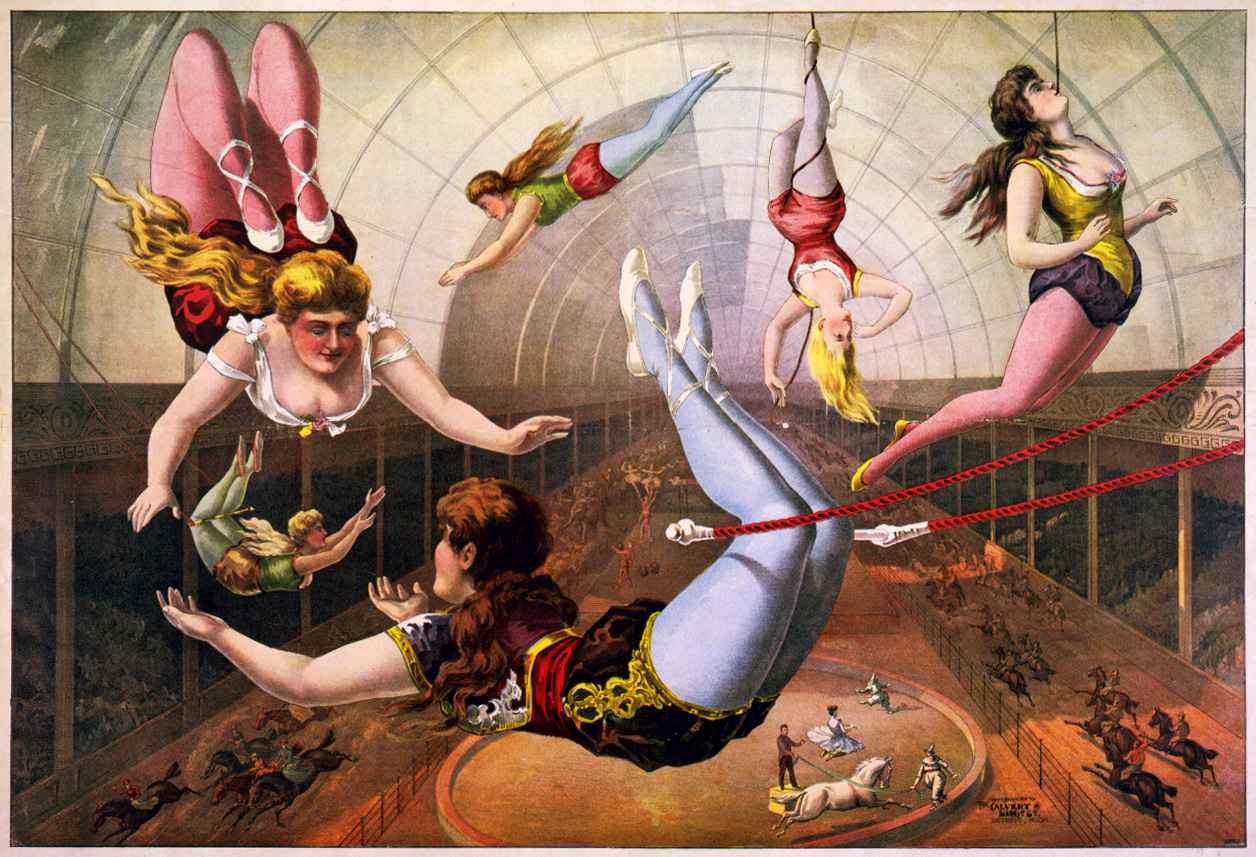
Trapezisti

Genesio Amadori nacque a Castelnuovo Berardenga, in provincia di Siena, nel 1914, figlio di Goffredo Amadori e di Giulia Brunelli.
Amadori si distinse come trapezista per essersi specializzato, primo in Europa nel 1935, nel triplo salto mortale, nel doppio salto mortale con presa del porteur con una sola mano alla sbarra, esercizio per il quale morì, nella doppia piroetta e mezzo, nel doppio da trapezio a trapezio.
Amadori fu considerato uno dei migliori trapezisti del mondo, apprezzato per la sua agilità, ritenuto il fondatore dello stile italiano, paragonato ad Alfredo Codona.
La compagnia Amadori era composta dal padre Goffredo (porteur), dalle sorelle Gilda e Ginevra (doppio salto mortale), e da Genesio come punta di diamante.
Il 21 novembre 1938, durante l'esercizio del doppio salto mortale con una sola mano alla sbarra, Genesio Amadori improvvisamente svenne e cadde sulla rete fratturandosi la colonna vertebrale. Cinque giorni dopo morì all'ospedale di Liegi per le conseguenze della caduta. Alfredo Codona lo aveva giudicato come il suo degno erede.
La compagnia Amadori, tutta assieme, aveva recitato e girato un film: I quattro diavoli (1928), incentrato sull'ambiente circense.